# توماس بليك (تنس)
توماس بليك (بالإنجليزية: Thomas Blake)‏ مواليد 29 ديسمبر 1976 في يونكيرس، نيويورك، الولايات المتحدة، هو لاعب كرة مضرب أمريكي بدأ مسيرته كمحترف سنة 1999 يلعب باليد اليمنى. أعلى تصنيف له في الفردي كان المركز الـ 264 في سنة 2002.

## روابط خارجية
- توماس بليك على موقع رابطة محترفي التنس (الإنجليزية)
- توماس بليك على موقع الاتحاد الدولي لكرة المضرب (الإنجليزية)
- توماس بليك على موقع خلاصة التنس.كوم (الإنجليزية)
- توماس بليك على موقع إي إس بي إن.كوم (الإنجليزية)